# Jeorjos Galitsios
Jeorjos (Jorgos) Galitsios (gr. Γεώργιος (Γιώργος) Γκαλίτσιος; ur. 6 lipca 1986 w Larisie) – grecki piłkarz grający na pozycji pomocnika.

## Kariera klubowa
Karierę rozpoczął w 2005 w AE Larisa. Latem 2008 trafił do Olympiakosu Pireus. W styczniu 2011 został wypożyczony na 6 miesięcy do Panionios GSS. W grudniu 2011 przeszedł do KSC Lokeren, z którym podpisał dwuletni kontrakt z możliwością przedłużenia o kolejne dwa. W 2017 roku przeszedł do Royal Excel Mouscron.